# میشل وینوک
میشل وینوک(Michel Winock) تاریخ‌نگار و زندگینامه‌نویس فرانسوی، زادهٔ ۱۹ مارس ۱۹۳۷ در پاریس. او به دلیل تألیفات ارزنده‌ای که در زمینه تاریخ فرانسه و زندگی‌نامه‌نویسی دارد، برندهٔ جوایز متعدد از جمله جایزه «مدیسیس» (فرانسوی| prix Médicis essai) و جایزه گنکور شده‌است. او علاوه بر تدریس در مؤسسه مطالعات سیاسی پاریس، مدتها مدیر ادبی انتشارات Seuil و از بنیانگذاران مجله پرخوانندهٔ «L’Histoire» نیز بوده‌است.